# 30° Everywhere
30° Everywhere — дебютный студийный альбом американской эмо-группы, The Promise Ring. Вышел в 1996 году на лейбле Jade Tree Records.

## Стиль, отзывы критиков
30° Everywhere получил положительные отзывы критиков. Блэйк Батлер, рецензент сайта Allmusic.com, назвал представленные на диске песни «мощными и красивыми», а стиль, в котором они написаны — «очень сильным». Журналист высоко оценил качество текстов и мелодий, а также похвалил альбом за разнообразие.

## Список композиций
1. «Everywhere in Denver» — 2:40
2. «Red Paint» — 2:54
3. «Heart of a Broken Story» — 2:44
4. «Scenes from France» — 2:32
5. «Anne You Will Sing» — 2:39
6. «My Firetower Flame» — 3:19
7. «Between Pacific Coasts» — 1:51
8. «A Picture Postcard» — 3:10
9. «Somebody’s Done For» — 4:14
10. «The Sea of Cortez» — 5:03
11. «Run Down the Waterfall» — 3:08
12. «We Don’t Like Romance» — 2:29

## Принимали участие в записи
- Дейви вон Болем — гитара, вокал
- Джейсон Гневиков — гитара
- Скотт Бешта — бас-гитара
- Дэн Дидиер — барабаны
- Рейчел Диеткус — скрипка для 9 и 12 песни
- Тим Овен и Скотт Бешта — обложки